# Papà (film 2000)
Papà  (Baba) è un film del 2000 diretto da Shuo Wang.

## Riconoscimenti
- 2000 - Festival del cinema di Locarno
  - Pardo d'oro